# Röde Orm (musikgrupp)
Röde Orm är en musikgrupp som spelar vikingarock.
Bandet bildades runt 1994 och debutalbumet Stolt släpptes 1995 av Ultima Thule Records. De har sedan dess släppt ytterligare tre album och medverkat på fem samlingsskivor i Carolus Rex serien. 

## Diskografi

### Album
- 1995 - Stolt
- 2001 - Korpens Öga
- 2003 - Röde Orm
- 2009 - Patriot

### Samlingsskivor
- 1996 - Carolus Rex 2
- 1999 - Carolus Rex 4
- 2001 - Carolus Rex 5
- 2002 - Carolus Rex 6
- 2004 - Carolus Rex 7